# Lahovo
Lahovo este o localitate din comuna Bloke, Slovenia.